# Going for Glory
Going For Glory från 1983 är Maddy Priors fjärde album. Producerad av Rick Kemp.

## Låtlista
1. After The Death - 4.30
2. Saboteur - 4.30
3. Morning Girls - 5.28
4. Half Listening - 3.36
5. Deep In The Darkest Night - 3.54
6. Oh No - 2.51
7. God Squad - 4.11
8. Trivial Hymn - 3.50
9. Each Heart - 2.58
10. Hope Lies Now - 4.47
11. Pater Noster - 1.13
12. Allelujah - 2.36

## Musiker
- Sång: Maddy Prior
- Gitarr: Mick Dyche
- Trummor: Gary Wilson
- Bas, akustisk gitarr, sång: Rick Kemp>
- Keyboard: Richie Close
- Körsång, flöjt: Ann Lennox
- Dragspel: Steve King
- Trumpet: Howard Evans
- Trombon, tuba: Roger Williams